# Calendrier mondial UCI
Navigation
Édition précédente Édition suivante
Le Calendrier mondial UCI ou classement mondial UCI est un système de classement prévu pour les coureurs sur route. Il regroupe 24 épreuves disputées sur 10 mois (de janvier à octobre) dans deux continents. Il a été mis en place en 2009, en remplacement du classement ProTour. En 2011, il est remplacé par l'UCI World Tour.

## Barème
| Pos.              | Catégorie 1 Tour de France | Catégorie 2 Tour d'Italie Tour d'Espagne | Catégorie 3 Les monuments du cyclisme Autres courses par étapes | Catégorie 4 Autres courses d'un jour |
| ----------------- | -------------------------- | ---------------------------------------- | --------------------------------------------------------------- | ------------------------------------ |
| 1er               | 200                        | 170                                      | 100                                                             | 80                                   |
| 2e                | 150                        | 130                                      | 80                                                              | 60                                   |
| 3e                | 120                        | 100                                      | 70                                                              | 50                                   |
| 4e                | 110                        | 90                                       | 60                                                              | 40                                   |
| 5e                | 100                        | 80                                       | 50                                                              | 30                                   |
| 6e                | 90                         | 70                                       | 40                                                              | 22                                   |
| 7e                | 80                         | 60                                       | 30                                                              | 14                                   |
| 8e                | 70                         | 52                                       | 20                                                              | 10                                   |
| 9e                | 60                         | 44                                       | 10                                                              | 6                                    |
| 10e               | 50                         | 38                                       | 4                                                               | 2                                    |
| 11e               | 40                         | 32                                       |                                                                 |                                      |
| 12e               | 30                         | 26                                       |                                                                 |                                      |
| 13e               | 24                         | 22                                       |                                                                 |                                      |
| 14e               | 20                         | 18                                       |                                                                 |                                      |
| 15e               | 16                         | 14                                       |                                                                 |                                      |
| 16e               | 12                         | 10                                       |                                                                 |                                      |
| 17e               | 10                         | 8                                        |                                                                 |                                      |
| 18e               | 8                          | 6                                        |                                                                 |                                      |
| 19e               | 6                          | 4                                        |                                                                 |                                      |
| 20e               | 2                          | 2                                        |                                                                 |                                      |
| Points par étapes |                            |                                          |                                                                 |                                      |
| 1er               | 20                         | 16                                       | 6                                                               |                                      |
| 2e                | 10                         | 8                                        | 4                                                               |                                      |
| 3e                | 6                          | 4                                        | 2                                                               |                                      |
| 4e                | 4                          | 2                                        | 1                                                               |                                      |
| 5e                | 2                          | 1                                        | 1                                                               |                                      |

## Résultats
| Année | Classement individuel   | Classement par équipes | Classement par nations |
| 2009  | Alberto Contador (AST)  | Astana                 | Espagne                |
| 2010  | Joaquim Rodríguez (KAT) | Team Saxo Bank         | Espagne                |